# Умм ан-Нар
Умм-эль-Нар (Умм-эн-Нар) — археологическая культура бронзового века, существовавшая в 2600—2000 гг. до н. э. на территории современных Объединённых Арабских Эмиратов и на севере Омана. Названа по одноименному острову, находящемуся в эмирате Абу-Даби, на котором обнаружены многочисленные захоронения. Хотя главный археологический памятник данной культуры находится под защитой государства, он расположен между нефтеперегонным заводом и военной зоной, поэтому доступ публики к нему закрыт. Власти ОАЭ обсуждают вопрос о расширении доступа к памятнику и о причислении его к культурным достопримечательностям Абу-Даби.

## Хронология
Культуре Умм ан-Нар предшествует культура Хафит, а её преемником является культура Вади-Сук.
На ранней стадии бронзового века культура региона представлена сотнями каменных гробниц типа «пчелиный рой», где найдена керамика месопотамского происхождения. На средней фазе в регионе представлены две культуры, Умм ан-Нар и Вади-Сук. Последняя, существовавшая в 2000—1600 гг. до н. э., унаследовала сложную культуру Умм ан-Нар, однако по сравнению с ней представляет собой упадок. Последний этап бронзового века, 1600—1300 гг. до н. э., представлен всего лишь небольшим количеством поселений. За этой последней фазой бронзового века последовал бум железного века, 1300—300 гг. до н. э., когда возникла система подземной ирригации (фаладж).

## Гробницы
Характерным элементом культуры Умм ан-Нар являются круглые гробницы, обычно состоящие из наружных стен с хорошо подогнанной каменной кладкой, и многочисленными человеческими останками внутри.

## Раскопки
Первые археологические раскопки начались в 1959 г., за 12 лет до основания ОАЭ. Семь из 50 гробниц и три зоны руин древнего поселения исследовала археологическая экспедиция из Дании. Во время своего первого визита они обнаружили несколько открытых каменных сооружений характерной формы. В феврале следующего, 1959 г. начались первые раскопки одного из курганов на плато (ныне известного как Гробница I). В ходе двух последующих сезонов было обнаружено ещё больше гробниц, а сезоны 1962—1965 гг. были посвящены изучению поселения.
Раскопки археологов из Дании в Умм ан-Наре были приостановлены в 1965 г. В период 1970—1972 гг. команда иракских реставраторов во главе с Шахом аль-Сивани, реконструировала могилы, раскопанные датчанами. Раскопки возобновила в 1975 г. команда археологов из Ирака. Во время раскопок иракской команды, которые продолжались в течение одного сезона, было раскопано пять захоронений и небольшой участок деревни.

## Галерея

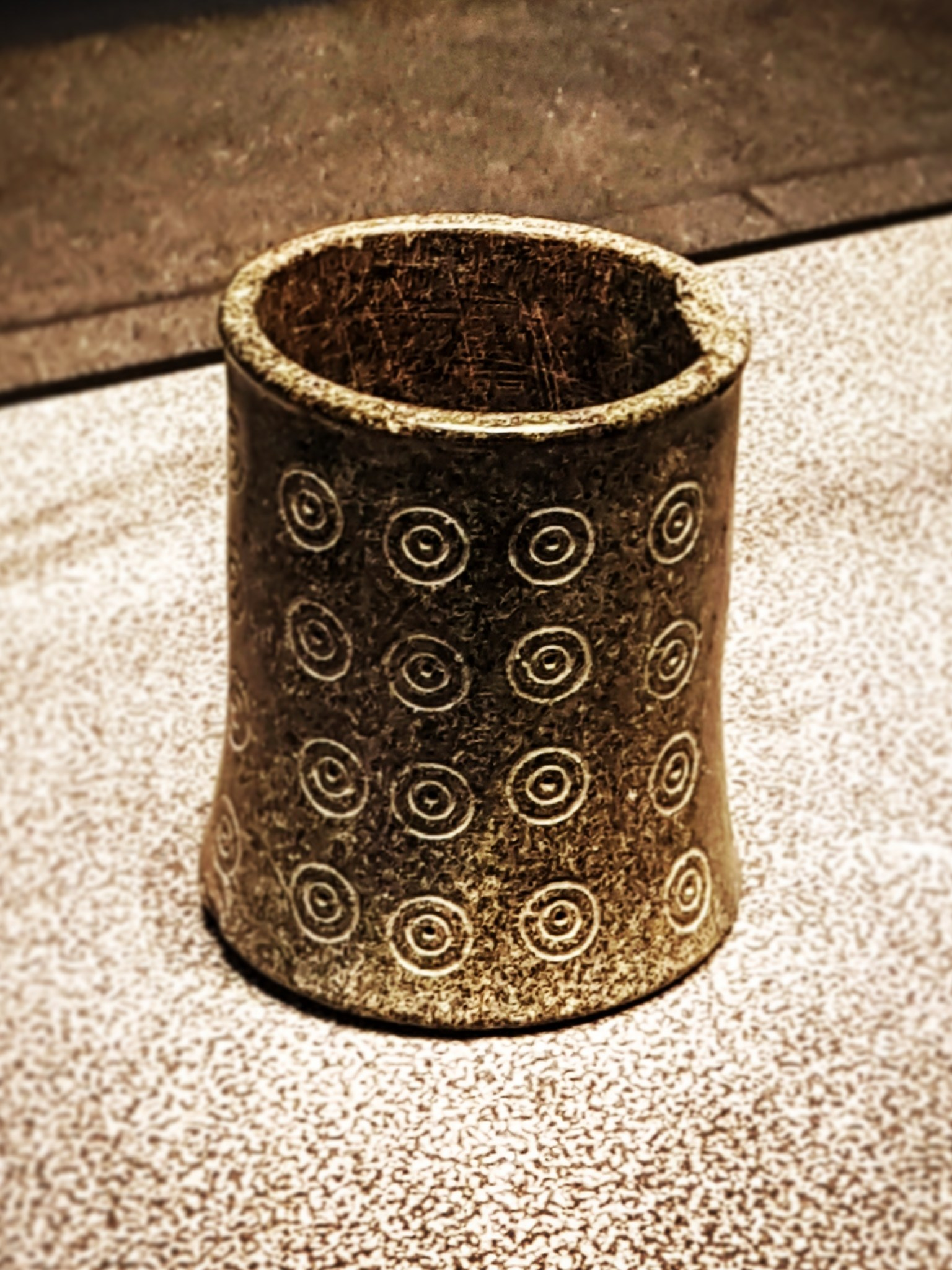
Декорированный каменный кубок из первой находки в Умм ан-Наре, Абу-Даби. Похожие кубки были найдены в других местах эпохи Умм ан-Нар на территории ОАЭ. Кубок экспонируется в Лувре Абу-Даби
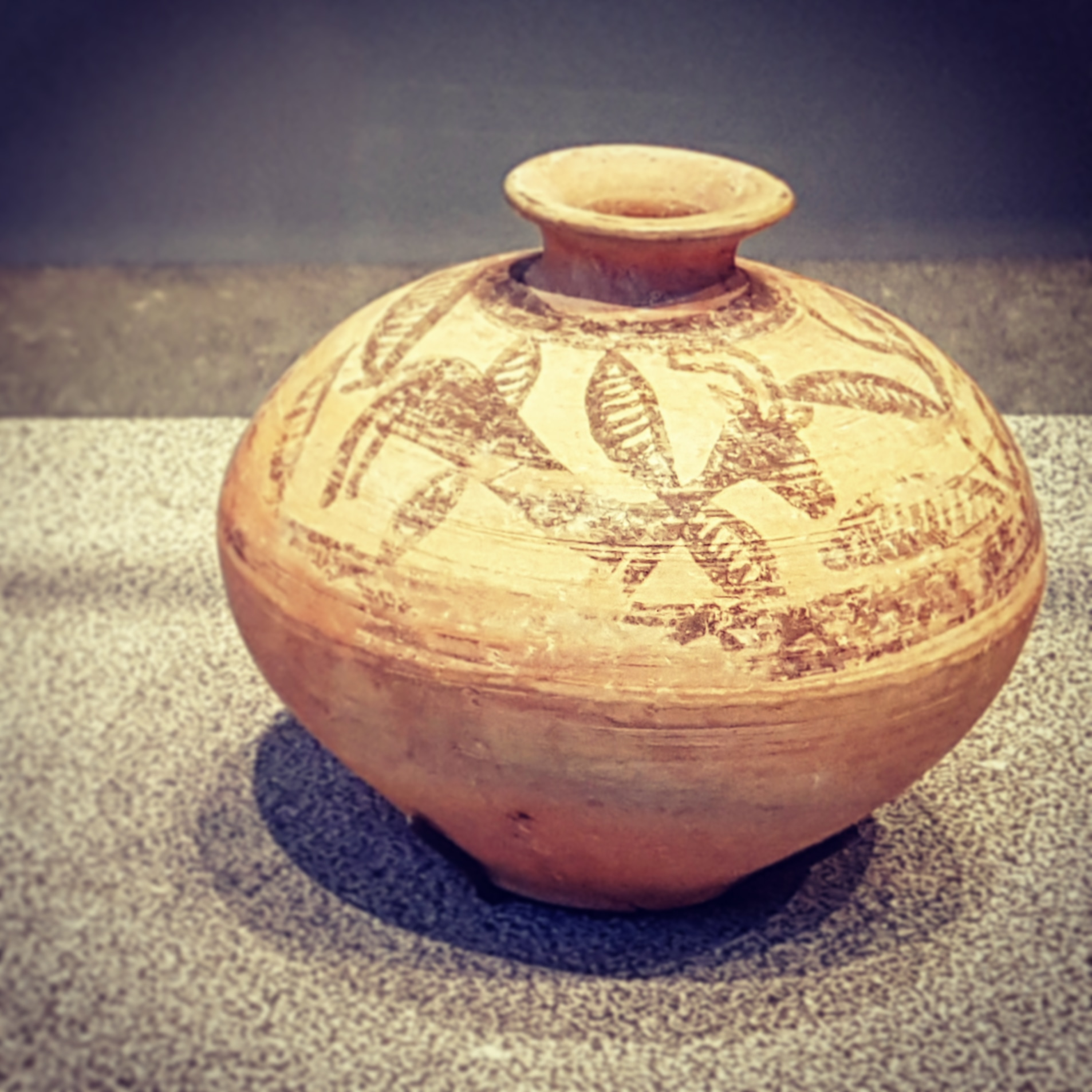
Терракотовый сосуд  из первой находки в Умм ан-Наре, Абу-Даби. 2000-2500 г. до н.э.. Сосуд экспонируется в Лувре Абу-Даби